# Daichi Sawano
Daichi Sawano (澤野大地?, Sawano Daichi; Osaka, 16 settembre 1980) è un astista giapponese.

## Carriera
Nato nel quartiere di Nishiyodogawa-ku, si affaccia alle competizioni nazionali dal 1998. Dal 2000 ha vinto nove volte il titolo nazionale della specialità. In occasione della sua prima finale mondiale nel 2003, ha abbandonato la competizione a causa della notizia del decesso di suo padre.

Ha partecipato a tre edizioni dei Giochi olimpici, raggiungendo in due occasioni la finale.

## Record nazionali
- Salto con l'asta: 5,83 m ( Shizuoka, 3 maggio 2005)

## Palmarès
| Anno | Manifestazione             | Sede           | Evento           | Risultato | Prestazione | Note                                     |
| ---- | -------------------------- | -------------- | ---------------- | --------- | ----------- | ---------------------------------------- |
| 2002 | Campionati asiatici        | Colombo        | Salto con l'asta | Oro       | 5,40 m      |                                          |
| 2003 | Mondiali                   | Saint-Denis    | Salto con l'asta | Finale    | dns         |                                          |
| 2004 | Mondiali indoor            | Budapest       | Salto con l'asta | 14º (q)   | 5,55 m      |                                          |
| 2004 | Giochi olimpici            | Atene          | Salto con l'asta | 13º       | 5,55 m      |                                          |
| 2005 | Mondiali                   | Helsinki       | Salto con l'asta | 8º        | 5,50 m      |                                          |
| 2005 | Campionati asiatici        | Incheon        | Salto con l'asta | Oro       | 5,40 m      |                                          |
| 2006 | Mondiali indoor            | Mosca          | Salto con l'asta | 9º (q)    | 5,65 m      |                                          |
| 2006 | Campionati asiatici indoor | Pattaya        | Salto con l'asta | Oro       | 5,60 m      |                                          |
| 2006 | Giochi asiatici            | Doha           | Salto con l'asta | Oro       | 5,60 m      |                                          |
| 2007 | Mondiali                   | Osaka          | Salto con l'asta | nm (q)    | nm (q)      |                                          |
| 2008 | Mondiali indoor            | Valencia       | Salto con l'asta | 10º (q)   | 5,65 m      |                                          |
| 2008 | Campionati asiatici indoor | Doha           | Salto con l'asta | Oro       | 5,45 m      |                                          |
| 2008 | Giochi olimpici            | Pechino        | Salto con l'asta | 16º (q)   | 5,55 m      |                                          |
| 2009 | Mondiali                   | Berlino        | Salto con l'asta | 10º       | 5,50 m      |                                          |
| 2009 | Campionati asiatici        | Canton         | Salto con l'asta | Bronzo    | 5,45 m      |                                          |
| 2011 | Campionati asiatici        | Kōbe           | Salto con l'asta | Oro       | 5,50 m      |                                          |
| 2011 | Mondiali                   | Taegu          | Salto con l'asta | 14º       | 5,65 m      | Miglior prestazione personale stagionale |
| 2013 | Mondiali                   | Mosca          | Salto con l'asta | 14º (q)   | 5,40 m      |                                          |
| 2014 | Giochi asiatici            | Incheon        | Salto con l'asta | Argento   | 5,55 m      |                                          |
| 2016 | Giochi olimpici            | Rio de Janeiro | Salto con l'asta | 7º        | 5,50 m      |                                          |
| 2019 | Mondiali                   | Doha           | Salto con l'asta | 27º (q)   | 5,45 m      |                                          |

## Altre competizioni internazionali
2006
- Argento in Coppa del mondo ( Atene), salto con l'asta - 5,70 m